# Takydromus smaragdinus
Takydromus smaragdinus är en ödleart som beskrevs av George Albert Boulenger 1887. Takydromus smaragdinus ingår i släktet Takydromus och familjen lacertider. Inga underarter finns listade i Catalogue of Life.

## Utbredning
Arten förekommer i de norra och centrala delarna av det japanska öriket Ryukyuöarna.